# Dorothea (Schiff)
Die Dorothea war ein Kriegsschiff der Kurbrandenburgischen Marine in der Zeit von 1679 bis 1695.

## Allgemeines
Die 1678 von dem niederländischen Schiffbauer Gillis C. Peckelhering in Kolberg gebaute Fregatte, war nach Dorothea von Brandenburg, der zweiten Ehefrau des Kurfürsten Friedrich Wilhelm von Brandenburg benannt. Schon bald nach der Indienststellung musste der Unterwasserrumpf durch dickere Holzplanken verstärkt werden. In den Jahren 1680 und 1681 nahm die Fregatte an Kaperunternehmungen gegen Spanien teil. Am 16. September 1680 brachte das Schiff, unter dem Befehl von Thomas Alders, mit einem kurbrandenburgischen Geschwader unter Claus von Bevern vor Ostende die spanische Fregatte Carolus Secundus auf, die dann als Markgraf von Brandenburg in die brandenburgische Flotte übernommen wurde. Ende 1681 wurde die Dorothea in Goldener Löwe umbenannt (der Name Dorothea ging im Januar 1682 auf die Fregatte Wappen von Brandenburg über). Im August 1682 wurde das Schiff von Pillau in der Ostsee nach Emden an der Nordseeküste verlegt. Im Rahmen der kolonialen Expansion des Großen Kurfürsten unternahm die Fregatte von 1683 bis 1695 zahlreiche Fahrten zu den westafrikanischen Besitzungen Brandenburgs (Groß Friedrichsburg) und zu den Westindischen Inseln in der Karibik. Durch die Einsätze in den Tropen verursachter Verschleiß und Beschädigungen führten 1695 dazu, dass die Goldener Löwe auf der Karibikinsel St. Thomas aufgegeben und abgewrackt werden musste.
Schiffsdaten
- Baujahr: 1678/79 in Kolberg (Pommern)
- Länge: zirka 33 Meter
- Breite: zirka 8 Meter
- Bewaffnung: bis zu 32 Kanonen (je nach Ausrüstungsstand; 1680: 10 Acht-, 6 Sechs-, 6 Vier-, 4 Drei- und 6 Zweipfünder)
- Besatzung: 100 bis 120 Mann und bis zu 40 Seesoldaten